# Reyðarfjörður (fiordo)
Reyðarfjörður (fiordo) (in lingua islandese: Fiordo della balenottera) è un fiordo situato nel settore orientale dell'Islanda.

## Descrizione
Il Reyðarfjörður è il più lungo e il più largo dei fiordi situati nella regione dell'Austurland, nei fiordi orientali. È posizionato tra il Mjóifjörður a nord e il Fáskrúðsfjörður a sud. Ha una larghezza di 7 km all'imboccatura e penetra per 30 km nell'entroterra.
All'interno del fiordo sulla sponda nord si trova la cittadina omonima, che originariamente era chiamata Búðareyri.
Nella parte settentrionale si apre la piccola diramazione dell'Eskifjörður dove si trova il villaggio omonimo.
I rilievi montuosi su entrambe le sponde del fiordo raggiungono i 1000–1100 m sul livello del mare.
Tra il fiordo Reyðarfjörður e Eskifjörður c'è una piccola penisola e diversi isolotti che sono stati inclusi dal 1973 nella Riserva Naturale di Hólmanes.
L'area del fiordo fa parte del comune di Fjarðabyggð.

## Attività
Sulla sponda settentrionale del fiordo, a est di Reyðarfjörður, si trova la fonderia di alluminio Alcoa Fjarðaál, che opera lì dal 2007 ed è diventata il maggior datore di lavoro nella zona. In precedenza, abitanti vivevano principalmente di pesca e caccia alle balene.
Durante la seconda guerra mondiale qui c'era una base militare alleata.
Le immagini per la serie TV Fortitude sono state girate nel fiordo.

## Vie di comunicazione
All'estremità occidentale del fiordo si trova il villaggio di Reyðarfjörður, nelle cui vicinanze passa la Hringvegur, la grande strada statale ad anello che, dopo aver superato il tunnel di Fáskrúðsfjarðargöng, conduce al villaggio di Fáskrúðsfjörður. Nelle vicinanze di Reyðarfjörður, la strada S92 Norðfjarðarvegur si dirama dalla Hringvegur e corre lungo la sponda settentrionale del fiordo fino a Eskifjörður e poi attraverso il tunnel Norðfjarðargöng fino a Neskaupstaður.
La sponda sud è accessibile tramite la strada sterrata T955 Vattarnesvegur. La T954 Helgustaðavegur e L958 Vöðlavíkurvegur continuano lungo la sponda nord.